# Dąbrówka-Młynek
Dąbrówka-Młynek – wschodnia część miasta Suwałki w województwie podlaskim. Rozpościera się wzdłuż ulicy Dąbrówka nas Jeziorem Krzywym Wigierskim.